# Topaze (Rakete)

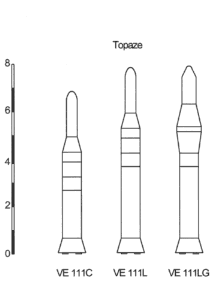
SEREB Topaz Raketen

VE111 Topaze ist die Bezeichnung einer französischen Höhenforschungsrakete. Sie hatte der gleichen Durchmesser wie die VE110 Agate, war aber kürzer als diese und verwendete einen energiereicheren Treibstoff. Der Raketenmotor namens Soleil arbeitete mit 1500 kg des Treibstoffes Isolan, einem Aluminium-Ammonium-Perchlorat-Polyurethan-Komposit-Festtreibstoff. Die vom Hersteller SEREB (Société pour l'étude et la réalisation d'engins balistiques) gebaute Topaze war die erste lenkbare französische Höhenforschungsrakete. Die Topaze wurde zwischen 1962 und 1965 14-mal von Hammaguir gestartet. 
Sie gehörte zum französischen VE-Programm (Véhicule Experimental) zur Entwicklung von Luft-, Silo- oder U-Boot gestützten Interkontinentalraketen, zu dem auch die VE8, VE9, VA10 Aigle, VE110 Agate, VE121 Emeraude, VE210 Rubis und die VE231 Saphir gehörten. Diese Raketen wurden ab 1959 auf Anweisung von de Gaulle durch die im September 1959 gegründete Firma SEREB entwickelt.
Es gab zwei Versionen der Topaze:

## Topaze VE111C (kurz)
Kleineres Initialmodel mit NA802-Antrieb, das vom 19. Dezember 1962 bis zum 15. Dezember 1964 zum Einsatz kam. 
- Nutzlast: 410 kg
- Gipfelhöhe: 80 km
- Startschub: 120,00 kN
- Startmasse: 2900 kg
- Durchmesser: 0,80 m
- Länge: 7,07 m

## Topaze VE111L (lang)
Verlängerte Version mit länger brennendem NA803-Antrieb welche vom 21. Dezember 1963 bis zum 21. Mai 1965 eingesetzt wurde. Die letzten beiden gestarteten Raketen verfügten über eine Trägheitsnavigationslenkung und wurden als VE111LG bezeichnet.
- Nutzlast: 360 kg
- Gipfelhöhe: 110 km
- Startschub: 147,00 kN
- Startmasse: 3434 kg
- Durchmesser: 0,80 m
- Baulänge: 7,90 m